# آن سبويري
آن سبويري (بالفرنسية: Anne Spoerry)‏ (13 مايو 1918 - 2 فبراير 1999) طبيبة فرنسية المولد أمضت معظم حياتها المهنية في كينيا نتيجة عملها كطبيبة رحالة تابعة لمنظمة أمريف لصحة أفريقيا.

## السيرة الذاتية

### النشأة والتعليم
ولدت آن ماري سبويري في مدينة كان الفرنسية بنتا لهنري سبوي وجين شلمبرجير وشقيقه المهندس المعماري فرانسوا سبويري. التحقت في طفولتها بمدرسة فرانسيس هولاند في لندن. انضمت إلى المقاومة الفرنسية خلال الحرب العالمية الثانية أثناء دراستها الطب في باريس مما تسبب في اعتقالها عام 1943 وإرسالها إلى معسكر رافينسبرج الألماني.

## السجن في رافينسبيرج
كانت تصرفات سبويري في المخيم مثيرة للجدل. عرفت باسم «د. كلود» كما كانت صديقة وعشيقة لكابو سيء السمعة، كارمن موري، اتهمت بتعذيب السجناء. بعد الحرب العالمية الثانية، انهت سبويري دراساتها في الطب الاستوائي في جامعة بازل تزامنا مع اتهامها من قبل السجل المركزي لمجرمي الحرب والمشتبه بهم الأمنيين. تم الحكم عليها في كلا سويسرا والمحكمة العسكرية في باريس بتهمتي الجرائم ضد السجناء والتعذيب بالبراءة.
تم إعادة المحاكمة مرة أخرى من قبل«محكمة الشرف» التابعة للقوات فرنسا الحرة في باريس في عام 1946 ووجدت سبويري مذنبة بتهمة انتحال شخصية طبيب وخيانة الفرنسيين وجلب العار إلى فرنسا من خلال السلوك اللاإنساني والحكم عليها بالنفي من فرنسا لمدة 25 سنة.

## حياة جديدة في أفريقيا
غادرت سبويري فرنسا في عام 1948 متجهة إلى اليمن حيث عملت في أول وظيفة لها في مستشفى للنساء واستقرت في النهاية المرتفعات الكينية حيث عاشت في مزرعة تعاونية ومارست الطب. يرجع لها الفضل في تأسيس أول فرقة فتيات مرشدات في المنطقة. بعد الاستقلال الكيني، قررت البقاء واشتريت مزرعة صغيرة.
تعلمت سبويري في الأربعينيات من عمرها الطيران واشترت طائرة صغيرة حتى تتمكن من ممارسة الطب في منطقة ريفية أوسع والوصول إلى شريحة أوسع من سكان الجزيرة.
في عام 1963، أصبحت أول عضوة في منظمة الأطباء الطائرون AMREF، لتوليد الأطفال وإعطاء اللقاحات إلى جانب الرعاية الطبية الأخرى وتوصيل البريد والإمدادات الأساسية إلى الأماكن النائية.
أشاد ريتشارد ليكي بعمل سبويري قائلاً: «ربما أنقذت أرواح أكثر من أي فرد آخر في شرق إفريقيا - إن لم يكن القارة بأكملها».

## الوفاة
نشرت سبويري مذكراتها تحت عنوان «اسمي ماما داكتاري» m'appelle Mama Daktari باللغة الفرنسية عام 1994.
توفيت سبويري في عام 1999 عن عمر يناهز 80 عاما بعد إصابته بجلطة دماغية في نيروبي تم دفنها في جزيرة لامو.

### التراث
قام فريق من الأطباء والأطباء البيطريين المنقولين بحرا في نفس الأرخبيل بتسمية مشروعهم الخاص بسبويري.

### الذكرى
في عام 2018، نشر المؤلف والباحث جون هيمنواي سيرة ماري سبويري سلط فيه الضوء على ماضي سبويري وخصوصا نشاطها العسكري في فترة الحرب العالمية الثانية. كما ذكر عملها كطبيبة في منظمات الصحة في أفريقيا.

## وصلات خارجية
- أشهر 10 نساء في معسكرات رافنسبورك.
- وثائقي عن حياة سبويري في أفريقيا.
- اسمي ماما داكتاري.
- رحلتي في أفريقيا.